# Wapen van Bergen (Noord-Holland)
Het wapen van Bergen werd in 1921 aan de Noord-Hollandse gemeente Bergen toegekend. De gemeente Bergen is ontstaan na een fusie tussen de oude gemeente Bergen, Egmond en Schoorl. Van deze gemeenten zijn elementen uit de wapens overgegaan in het wapen van de nieuwe gemeente Bergen.

## Blazoeneringen
De gemeente Bergen heeft in 2000 om een nieuw wapen verzocht, hierdoor zijn er twee blazoeneringen van het wapen bekend.

### Eerste blazoen
Het eerste wapen werd op 31 december 1921 per Koninklijk Besluit, met de volgende tekst, door de Hoge Raad van Adel aan de gemeente Bergen toegekend:
In keel een schuinbalk van zilver, vergezeld van 6 zoomsgewijs geplaatste merletten van hetzelfde.
Het schild is rood van kleur met daar overheen een zilveren schuinbalk en zoomsgewijs zes zilveren merletten. Dit wapen is vrijwel gelijk aan het wapen van het geslacht Van Eynatten en van een deel van het wapen van Nuth. Of er een historisch verband is, is niet duidelijk.

### Tweede blazoen
Het tweede wapen werd op 22 oktober 2001 door de Hoge Raad van Adel aan de gemeente Bergen toegekend met de volgende blazoenering:
Gekeperd van vier stukken van keel en goud en acht zoomsgewijs geplaatste merletten van zilver en keel. Het schild gedekt met een gouden kroon van vijf bladeren.
Het schild is in vier kepers verdeeld, twee zijn er rood van kleur en twee zijn er goud. In de punt van het schild een gouden. Op de rode kepers zijn zilveren merletten geplaatst en op de gouden kepers rode. Op het schild staan een gouden kroon van vijf bladeren, zonder parels, een zogenaamde markiezenkroon.

### Voorgestelde wapen
Voordat de gemeente Bergen het bovenstaande wapen accepteerde werd er een ander wapen voorgesteld. Dit wapen werd afgewezen omdat verschillende historische verenigingen in de nieuwe gemeente bezwaar hadden. Het voorgestelde wapen zag er als volgt uit:
Gecarteleerd: I in keel een schuinbalk van zilver, vergezeld van 6 zoomsgewijs geplaatste merletten van hetzelfde, II 8 schuinbalken van goud en keel, III: 8 schuinbalken van de linkerbovenhoek naar de rechterbenedenhoek, IV van goud beladen met een leeuw van keel genageld en getongd van azuur met zoomsgewijs 6 merletten van hetzelfde. Als schildhouders twee gouden aanziende leeuwen getongd en genageld van keel, staande op een zandgrond waaronder een van azuur en zilver golvende zee. Het schild gedekt door een gouden kroon van 5 bladeren.
Het wapen zou uit vier kwartieren moeten bestaan, het eerste zou het oude wapen van Bergen zijn, het tweede en derde zouden de kleuren van het wapen van Egmond bevatten en het laatste kwartier is het wapen van Schoorl. Egmond voerde een schild met een kroon van vijf bladeren en twee gouden leeuwen als schildhouders. Omdat dergelijke elementen over mogen gaan op een nieuwe gemeente zou Bergen deze ook mogen voeren. Hoewel niet gebruikelijk werd ook de ondergrond voor de schildhouders bepaald: dit zou een zandstrand met daaronder een golvende zee moeten zijn, dit vanwege de ligging aan zee en het bijhorende duinlandschap.

## Geschiedenis
De merletten, in het oude wapen, komen mogelijk uit het wapen van het geslacht Van Eynatten. Dit geslacht was heer van de Limburgse plaatsen Nuth en ook van Margraten. De heerlijkheid Bergen voerde het wapen echter met gouden schuinbalk en merletten. Wat een eventueel verband tussen het wapen van Van Eynatten en Bergen is, is niet bekend.
Sierksma stelt echter dat het wapen volgens overlevering reeds in 1190 door graaf Floris II verleend zou zijn.
Het huidige wapen bevat toch elementen van de wapens van de drie voorgaande gemeenten. De kepers komen van het wapen van Egmond, de merletten komen uit de wapen van Schoorl en het oude wapen van Bergen. De gemeente heeft ervoor gekozen om de kroon wel en de leeuwen niet over te nemen van het wapen van Egmond.

## Overeenkomstige wapens
Het wapen komt overeen met het wapen van het geslacht Van Eynatten, deze familie regeerde over de heerlijkheid Nuth (Nederlands Limburg) en voerde het wapen in tegengestelde kleuren, dus rood op zilver.

Het wapen van de Belgische gemeente Oostkamp
Het oude wapen van de Limburgse gemeente Nuth
Het huidige wapen van de gemeente Nuth.
Het wapen van Margraten
Het wapen van Schoorl
wapen van het huis Egmont
Het wapen van de gemeente Egmond
Het wapen van Egmond aan Zee
Het wapen van Egmond-Binnen